# Richard Freund (Politiker, 1891)
Richard Freund (* 25. November 1891 in Wien; † 28. Januar 1974 ebenda) war ein österreichischer Politiker.

## Leben
Richard Freund war der älteste von drei Söhnen des Kupferschmieds Richard Freund aus Sechshaus. Er besuchte die Volks- und Bürgerschule und absolvierte danach eine Lehre zum Seidenfärber. Als Arbeiter trat er somit in jungen Jahren traditionellerweise der Gewerkschaft und der Sozialdemokratischen Arbeiterpartei (SDAP, heute SPÖ) bei. 1912 fand er Arbeit bei den k.k. österreichischen Staatsbahnen, wo er als Hilfsarbeiter beschäftigt wurde, zunächst als Wagenputzer arbeitete und später für den Verschub der Triebwagen verantwortlich zeichnete. 1924, als die Südbahngesellschaft von den Österreichischen Bundesbahnen übernommen wurde, entsandten ihn die Arbeiter des Stationsdienstes als ihren Vertreter in den Zentralausschuss.
Am 4. Februar 1934 wurde Richard Freund zum Obmann des „Rechtsschutz- und Gewerkschaftsvereines“ der Österreichischen Eisenbahner gewählt, er war damit der letzte freigewählte Obmann der Freien Eisenbahnergewerkschaft geworden. Am 12. Februar 1934 wurde er, fristlos aus dem Eisenbahndienst entlassen, erstmals verhaftet. Obwohl die Gewerkschaften im Februar 1934 verboten wurden, engagierte er sich auch weiterhin bis 1938 aktiv in deren Sinn. Noch mehrfach wurde er verhaftet, jedoch ebenso oft nach kurzer Zeit wieder entlassen.
Schon früh betrieb er Opposition zum Nationalsozialismus und trat gegen einen „Anschluss“ Österreichs an das Deutsche Reich auf. Er hatte Verbindungen zu einer Gruppe der Revolutionären Sozialisten, die in Salzburg operierten und wie er Widerstand leisteten. Als diese Gruppe im Frühjahr 1943 von der Gestapo verhaftet wurde, wurde auch Freund am 17. Mai 1943 festgenommen und in einem Prozess, der am 9. Februar 1944 vor dem Volksgerichtshof in Berlin abgehalten wurde, wegen Nichtanzeige eines hochverräterischen Vorhabens zu einer Freiheitsstrafe von drei Jahren verurteilt. 1945 wurde er auf einen Todesmarsch in die Justizanstalt Stein geschickt, um dort exekutiert zu werden; der Einmarsch der Alliierten rettete sein Leben.
Gleich nach dem Ende des Zweiten Weltkriegs ging Richard Freund in die Politik. Noch 1945 wurde er wieder zum Obmann der wiedererstarkenden Eisenbahnergewerkschaft nominiert und am ersten Gewerkschaftstag einstimmig gewählt. Außerdem wurde er bereits im Dezember 1945 als Abgeordneter der SPÖ des Wiener Bezirks Margareten Mitglied des Bundesrats, ein Amt, das er bis März 1953 innehatte. Während dieser Zeit leitete er von Juli bis Dezember 1950 als Präsident des Bundesrates jenes hohe Gremium des Staates. Von Dezember 1949 bis Juni 1950 und Januar 1951 bis März 1953 war er Stellvertretender Vorsitzender.
Im März 1953 wurde er als Abgeordneter in den Nationalrat gewählt, wo er auch Vorsitzender des Verkehrsausschusses wurde, und konnte seinen Sitz bis Juni 1959 halten. Daneben war er Vorsitzender der Sektion Eisenbahn in der Internationalen Transportarbeiter-Föderation.
Richard Freund starb im Jänner 1974, im Alter von 82 Jahren, in Wien.

## Auszeichnungen
- 1955: Großes Silbernes Ehrenzeichen für Verdienste um die Republik Österreich[7]
- 1961: Viktor-Adler-Plakette